# چارلز کورتیس (ریاضیدان)

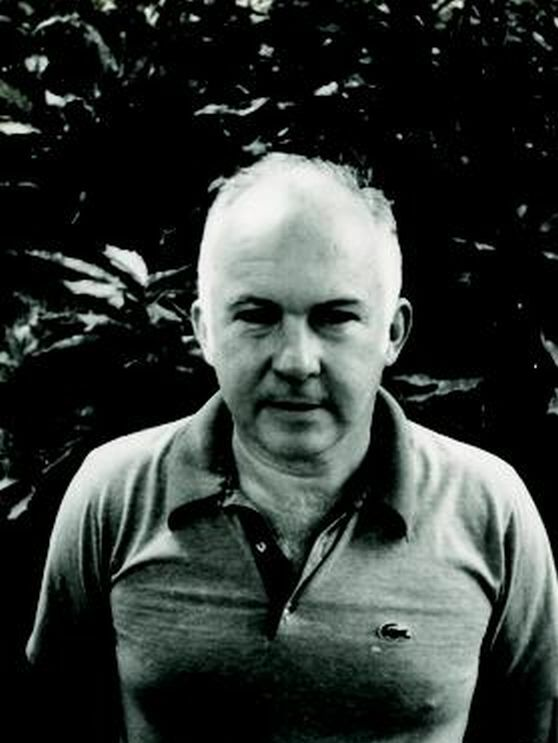
چارلز دبلیو کورتیس

چارلز دبلیو کورتیس (به انگلیسی: Charles Whittlesey Curtis) (زاده ۱۳ اکتبر ۱۹۲۶) ریاضیدان و تاریخ‌نگار ریاضیات اهل آمریکا است. کورتیس بیشتر به دلیل کارهایش در نظریه گروه های متناهی و نمایش گروه ها نامدار است. او همچنین به همراه ایروینگ راینر کتاب آموزشی در نظریه نمایش نوشته است که سالها منبع مهمی در این زمینه بود. وی که شاگرد ناتان جیکوبسون در دانشگاه ییل بود، در دانشگاه اورگون به استادی رسید و در همانجا بازنشسته شد.